# Borys Ten
Borys Ten, ukr. Борис Тен; właściwie Mykoła Chomyczewśkyj, ukr. Микола Васильович Хомичевський (ur. 27 listopada?/9 grudnia 1897 w Dermaniu, zm. 13 marca 1983 w Żytomierzu) – kapłan prawosławny, pisarz i tłumacz. 
Oprócz pseudonimu Borys Ten (Borysfen – gr. Dniepr), używał też innych pseudonimów: A. Łepśkyj, W. Tomasziwśkyj i T. Wernyhora.  Urodził się w rodzinie kapłana prawosławnego Wasyla Chomyczewskiego i nauczycielki Wiry z Iwanickich w Dermaniu k. Mizocza na Wołyniu. Uczył się w miejscowej szkole podstawowej i Studium Duchownym w Klewaniu. Ukończył Wołyńskie Seminarium Duchowne, a w 1922 wydział humanistyczny Wołyńskiego Instytutu Oświaty Ludowej (obecny Żytomierski Uniwersytet Państwowy). Święcenia kapłańskie przyjął w 1924. 7 sierpnia 1929 aresztowany przez NKWD i w następnym roku skazany na 10 lat obozów stalinowskich na Dalekim Wschodzie. 8 czerwca 1931 ożenił się z Apollinarią Kowalczuk. 2 kwietnia 1933 urodził się syn Wasylko (właśnie tak – a nie Wasyl – dali mu na imię). Zwolniony przed terminem 1 września 1936. Był również więźniem obozów hitlerowskich. Od 1946 mieszkał w Żytomierzu. Zmarł 13 marca 1983 w Żytomierzu. Wujkiem Mykoły Chomyczewskiego był ks. Benedykt Turkiewicz, wieloletni katecheta Szkoły Żeńskiej im. Hr. Błudowej w Ostrogu. 

## Działalność duszpasterska
Jako kapłan prawosławny był pod jurysdykcją Ukraińskiego Autokefalicznego Kościoła Prawosławnego. Organizował ukraińskie parafie prawosławne na Wschodnim Wołyniu. W latach 1924–1926 był proboszczem soboru katedralnego Mądrości Bożej w Kijowie. Był drugim zastępcą przewodniczącego Ogólnoukraińskiej Prawosławnej Rady Cerkiewnej (1924–1926). W latach 1925–1928 jest współpracownikiem prawosławnego czasopisma Cerkiew i Życie (Церква і життя). W 1928 był protoprezbiterem cerkwi Świętych Piotra i Pawła w Kijowie. Równocześnie prowadził działalność redakcyjno-translatorską w wydawnictwie Knyhospiłka (1924–1929). Na łamach wspomnianego czasopisma Cerkiew i Życie opublikował artykuły: Światowy kongres chrześcijaństwa praktycznego (Світовий конгрес практичного християнства) – nr 1, s. 118-119; Historia święta Chrztu Pańskiego w związku ze świętem Bożego Narodzenia (Історія свята Водохреща в зв’язку зі святом Різдва Христового) – nr 1, s. 103-112; przegląd Z czasopism religijnych (З релігійних часописів) - nr 2-3, s. 246-247; Nieco o Renanie (Дещо про Ренана) – nr 4, s 329-341; oraz Starokatolicyzm i prawosławie (Старокатолицтво і православіє) – nr 5, s. 446-456. Również w tym czasopiśmie religijnym znajdujemy jego wiersze opublikowane pod pseudonimem A. Łepśkyj. Chomyczewski jest autorem oryginalnego wiersza pt. *** (Oj, przy drodze krzyże się chyliły) (***(Ой, при дорозі хрести хилилися...) – nr 1, s. 7 – oraz wierszy *** (Zaścieliłam obrusik czysty...) (*** (Застелила я скатерку чисту...) – nr 2-3, s. 195) i Wielkanoc (Великдень) – nr 4, s. 253. Dla ożywienia duszpasterstwa przygotowywał inscenizacje świąt z udziałem dzieci. Jego praca duszpasterska i literacka była przedmiotem ataków ze strony publicysty komunistycznego ukrywający się pod kryptonimem T. W-ho (Т. В-го), w artykule pod demaskatorskim tytułem Jak przygotowują się w czarnym obozie (Як готуються в чорному таборі) na łamach Prawdy Proletariackiej (Пролетарська правда) z 21 grudnia 1928. W 1929 na fali prześladowań wymierzonych w Ukraiński Autokefaliczny Kościół Prawosławny, który nazwano odgałęzieniem kontrrewolucyjnej organizacji Spółki Wyzwolenia Ukrainy, został aresztowany przez NKWD. W 1930 został zesłany na Daleki Wschód z wyrokiem 10 lat izolacji.

## Działalność literacka
Jeszcze w latach 20. XX wieku publikował wiersze nie tylko w prasie prawosławnej, ale także świeckiej. W sąsiedztwie rodzinnego domu Chomyczewskich w Dermaniu mieszkali Polacy, nieco dalej Czesi. Matematyki uczył go Niemiec. Wzrastanie w atmosferze wielokulturowości i wielojęzyczności wydało swe owoce w jego dorosłym życiu. Oprócz przekładów z języka starogreckiego, Borys Ten przekładał także z języka łacińskiego, francuskiego, angielskiego, polskiego, czeskiego, słowackiego, niemieckiego, rosyjskiego i białoruskiego. Przekładał utwory Ajschylosa, Homera, Goethe, Mickiewicza, Puszkina, Szekspira, Schillera i innych klasyków literatury światowej. Autor zbioru sonetów „Gwiaździste ogrody” („Зоряні сади”, 1970). Członek Związku Literatów Ukrainy od 1957. Laureat Nagrody im. Maksyma Rylskiego.

## Tłumacz literatury polskiej na język ukraiński
Borys Ten tłumaczył na język ukraiński utwory Adama Mickiewicza. Jeszcze w czasie drugiej wojny światowej – ukazało się jego tłumaczenie pięciu sonetów z cyklu Sonety krymskie: II Cisza morska (Тиша на морі), III Żegluga (Морська подорож), X Bajdary (Байдарська долина), XI Ałuszta w dzień (Алушта вдень), XIV Pielgrzym (Мандрівник), XVIII Ajudah (Аюдаг) – (Адам Міцкевич, Вибрані поезії за ред. Мю Рильського. - Київ 1941, с. 56, 57, 60, 61, 62, 65). 
Tłumaczenia wiersza Żeglarz (Плавець) i bajki Osioł i pies (Осел і собака) zostały wydrukowane w dwutomowym wyborze pism Adama Mickiewicza, który został wydany w Kijowie w 1955 z okazji 100-lecia śmierci polskiego poety (Адам Міцкевич, Вибрані твори. Київ, 1955, с. 53-54, 208-209). Wcześniej ukazało się także tłumaczenie improwizacji Konrada z III części Dziadów (Імпровізація Конрада з ІІІ частини поеми «Поминки») – (Адам Міцкевич, Вибрані поезії за ред. М. Рильського, Київ 1948, с. 177-186). W 1970 na łamach czasopisma „Wseswit” opublikował przekład wszystkich osiemnastu utworów Adama Mickiewicza z cyklu Sonety Krymskie. Były to: I Stepy Akermańskie (Степи акерманські), II Cisza Morska (Тиша на морі), III Żegluga (Морська подорож), IV Burza (Буря), V Wygląd gór ze stepów Kozłowa (Вигляд гір ііз сстепів Козлова), VI Bakczysaraj (Бахчисарайська руїна), VII Bakczysaraj w nocy (Бахчисарай вночі), VIII Grób Potockiej (Гробниця Потоцької), IX Mogiły Haremu (Могили гарему), X Bajdary (Байдарська долина), XI Ałuszta  w dzień (Алушта вдень), XII Ałuszta w nocy (Алушта вночі), XIII Czatyrdah (Чатир-даг), XIV Pielgrzym (Мандрівник), XV Droga nad przepaścią w Czufut-Kale (Дорога над прірвою в Чуфут-Кале), XVI Góra Kikenis (Гора Кікінеїс), XVII Ruiny zamku w Bałakławie (Руїна замку в Балаклаві) i XVIII Ajudah (Аюдаг) – (Всесвіт. – 1970. - № 10. – с. 88-95). Niektóre sonety z cyklu Sonety Krymskie weszły w skład jego książki pt. Gwiaździste ogrody (Зоряні сади). Były to: I Stepy Akermańskie (Степи акерманські), II Cisza Morska (Тиша на морі), IV Burza (Буря), VI Bakczysaraj (Бахчисарайська руїна), VIII Grób Potockiej (Гробниця Потоцької), IX Mogiły Haremu (Могили гарему), X Bajdary (Байдарська долина), XI Ałuszta  w dzień (Алушта вдень), XII Ałuszta w nocy (Алушта вночі), XIII Czatyrdah (Чатир-даг), XIV Pielgrzym (Мандрівник), XV Droga nad przepaścią w Czufut-Kale (Дорога над прірвою в Чуфут-Кале), XVI Góra Kikenis (Гора Кікінеїс), XVII Ruiny zamku w Bałakławie (Руїна замку в Балаклаві) i XVIII Ajudah (Аюдаг) – (Борис Тен. Зоряні сади. – Київ, 1970, с. 74-88). Borys Ten przetłumaczył także na język ukraiński tragedie Juliusza Słowackiego Lilja Weneda (Лілля Венеда) - (Юліуш Словацький. Вибрані твори. – Київ, 1955, с. 127-235) i Balladyna (Балладина) – (Юліуш Словацький. Балладина. Трагедія на 5 дій, Київ 1955; Юліуш Словацький, Вибрані твори в 2-х томах, Київ, 1959, с. 227-418). W 1977 Borys Ten za owocne popularyzowanie osiągnięć polskich pisarzy i poetów został nagrodzony medalem „Zasłużony działacz kultury polskiej”.